# Fitzwilliam (West Yorkshire)
Fitzwilliam – wieś w Anglii, w hrabstwie ceremonialnym West Yorkshire, w dystrykcie metropolitalnym Wakefield. Leży 22 km na południowy wschód od miasta Leeds i 251 km na północ od Londynu.